# طلق بن غنام
أبو محمد طلق بن غنام بن طلق بن معاوية الكوفي النخعي. توفي عام 211 هـ أحد العلماء ومن رواة الحديث عند أهل السنة والجماعة. وكان كاتب القاضي شريك بن عبد الله النخعي.
سمع من زائدة، وشيبان، وشريكا، والمسعودي، ومالك بن مغول، وهمام بن يحيى، وجماعة. وروى عنه عنه: البخاري. والباقون سوى مسلم بواسطة، وأحمد بن حنبل، وأبو بكر بن أبي شيبة، وعثمان بن أبي شيبة، وأبو كريب، وأبو أمية الطرسوسي، وعباس الدوري، وعبد الله بن الحسين المصيصي، وطائفة.
قال ابن سعد: «كان ثقة صدوقاً». وقال الدارقطني: «ثقة». وقال العجلي: «طلق بن غنام كاتب شريك ثقة». وذكره ابن حبان في الثقات.